# Cybister nebulosus
Cybister nebulosus är en skalbaggsart som beskrevs av Gschwendtner 1931. Cybister nebulosus ingår i släktet Cybister och familjen dykare. Inga underarter finns listade i Catalogue of Life.